# گرین (اوهایو)
گرین(به انگلیسی: Green) شهری در ایالت اوهایو کشور ایالات متحده آمریکا است که جمعیت آن در سرشماری سال ۲۰۱۰ میلادی، ۲۵٬۶۹۹ نفر بوده‌است.